# Misiatycze
Misiatycze (biał. Мясяцічы; ros. Месятичи) – wieś na Białorusi, w obwodzie brzeskim, w rejonie pińskim, w sielsowiecie Boryczewicze.
Znajduje się tu parafialna cerkiew prawosławna pw. św. Paraskiewy.
W dwudziestoleciu międzywojennym miejscowość leżała w Polsce, w województwie poleskim, w powiecie pińskim, w gminie Lemieszewicze. Po II wojnie światowej w granicach Związku Sowieckiego. Od 1991 w niepodległej Białorusi.

## Bibliografia

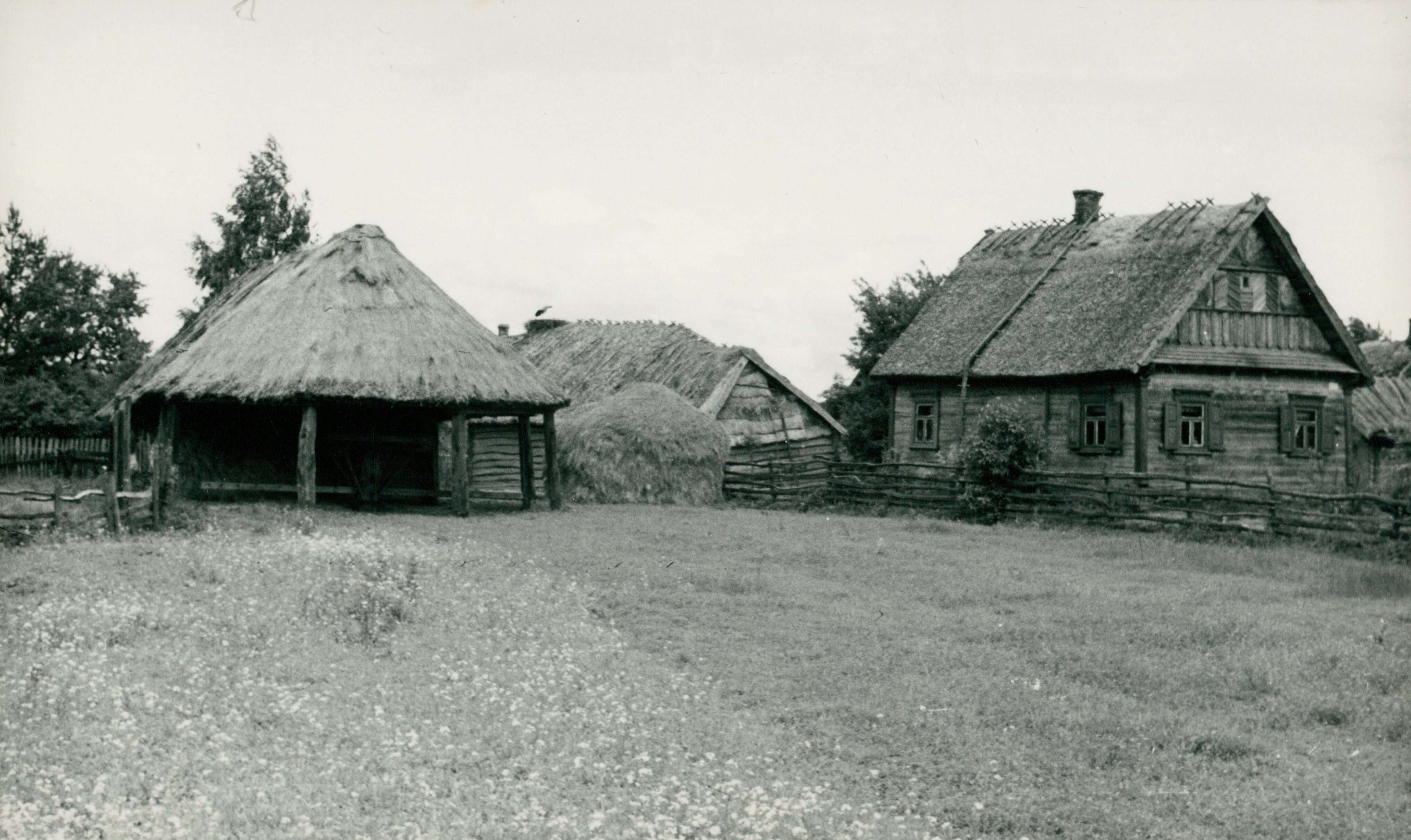
Misiatycze w 1936